# Ridwan d'Alep
 (novembre 2008).
Fakhr al-Mulk Ridhwân ben Tutuch ou Ridwan est un roi saljûqide d'Alep (1095-1113), fils de Tutuch. Également désigné comme  Ridwân ou Fakhr Malik Châh Ridhwân.

## Arrivée au pouvoir et premiers actes
Ridwan, dès son arrivée au pouvoir, fait étrangler deux de ses jeunes frères, de peur qu'ils ne lui disputent un jour le pouvoir. Dukak, le troisième, parvient à s'échapper de la citadelle d'Alep alors que les esclaves de Ridwan tentaient de l'étrangler. Il se réfugie à Damas, dont la garnison le proclame sultan, et voue désormais une haine implacable à son frère.
Lors du siège d'Antioche par les croisés, en 1098, l'émir Yaghi Siyan, se tourne vers son beau-fils Ridwan, pour lui réclamer des renforts. Son fils Chams ad-Dawla se rend à Alep. Les Francs ont lancé des razzias sur les terres de Ridwan pour s'approvisionner. Ce dernier se sent menacé, et décide d'envoyer une armée, qui approche d'Antioche le 9 février. Craignant les qualités guerrières des Francs, il cherche à protéger ses troupes malgré leur supériorité numérique. Au lieu de les déployer, il les cantonne pour la nuit dans une étroite bande de terre enserrée entre l'Oronte et le lac d'Antioche, pour éviter tout encerclement. Lorsque les Francs attaquent à l'aube, les Aleppins sont paralysés par l'exiguïté du terrain. Acculés au corps à corps contre des hommes en armure, ils sont écrasés et s'enfuient dans le désordre. Sous les murs d'Antioche, les défenseurs ont opéré dès l'aube une sortie massive qui a contraint les assiégeants à reculer. Un peu avant midi, ils commencent à investir le campement des Francs. À la nouvelle de la débâcle de Ridwan, l'émir ordonne à ses hommes de réintégrer la ville. Les têtes des Aleppins vaincus sont catapultées au-dessus des remparts d'Antioche.
En 1101, les troupes de Ridwan participent aux côtés du roi de Rum Kılıç Arslan Ier et des Danichmendides au massacre des croisés qui tentent de traverser l'Anatolie.

## L'influence des assassins

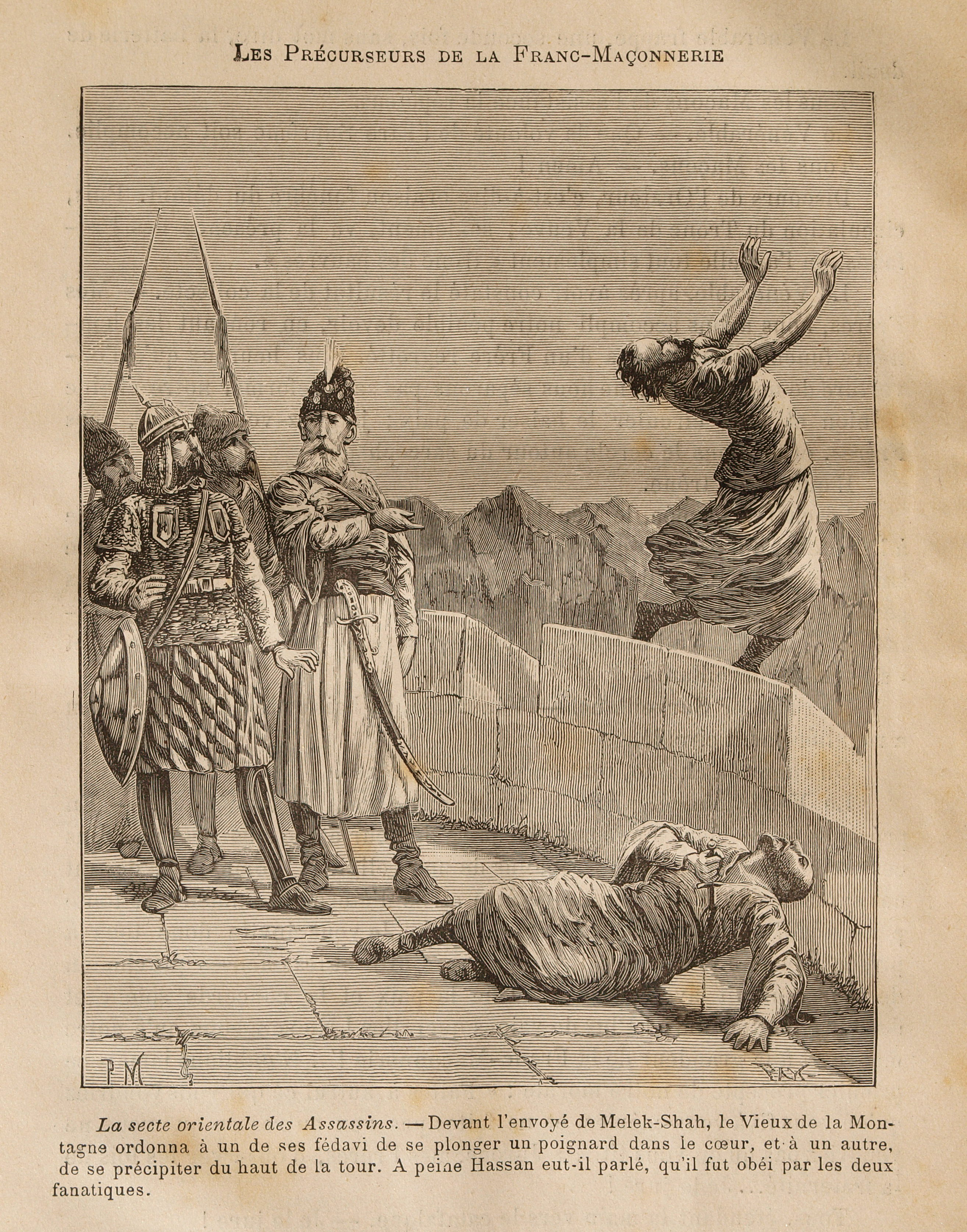
Scène légendaire dans la forteresse d'Alamut oú Hassan ibn al-Sabbah, vieux de la montagne, demande à ses fidèles de se suicider devant l'émissaire de Malik Chah (Ridwân Fakhr Malik Châh), dessin de Pierre Méjanel

Hassan ibn al-Sabbah, fondateur de la secte des assassins à Alamut, se sépare de l’ismaïlisme à la mort de son allié Nizar ben al-Mustansir, héritier évincé du califat fatimide d’Égypte, vers 1094-1096). Pour combattre l’islam officiel sunnite, il dépêche en Syrie un prédicateur perse, le « médecin-astronome » al-Hakim al-Munajjim qui parvient à gagner la confiance de Ridwan, en lui offrant ses services contre ses voisins.
En 1103, al-Hakim est évincé par le beau-père de Ridwan, Janâh al-Dawla, émir de Homs, mais celui-ci est assassiné par les batinis dans la grande mosquée d’Alep pendant la prière du vendredi, le 1er mai 1103.
La secte des assassins envoie alors auprès de Ridwan un nouveau conseiller perse, Abu Tahir, dit l'orfèvre. Son influence sur le roi devient vite écrasante. Aucun Aleppin ne peut plus obtenir la moindre faveur du monarque ou régler un problème administratif sans passer par les innombrables sectateurs infiltrés dans l'entourage du roi. Les assassins sont détestés, en raison de leur puissance et de la sympathie qu'ils manifestent envers les Francs. En Syrie, ils sont appelés les « batinis », « ceux qui adhèrent à une croyance différente de celle qu'ils professent en public ». Les chiites, comme le cadi Ibn al-Khachab, n'ont aucune sympathie pour eux depuis leur rupture avec le califat fatimide d'Égypte. L'attitude généralement conciliante de Ridwan envers les occidentaux serait due en partie aux conseils des « batinis ».

## L'alliance avec les Francs
En 1107, Ridwan s'allie à Tancrède, maître d'Antioche, contre la coalition de l'atabeg de Mossoul, Jawali, et du comte Baudouin II d'Édesse. Ils sont victorieux près de la forteresse de Tell Bacher en octobre 1108.
En 1111, Tancrède fait signer aux Aleppins un traité humiliant : ils devront lui verser un tribut annuel de 20 000 dinars, lui livrer deux importantes forteresses dans le voisinage de leur ville et lui offrir, en signe d'allégeance, leurs dix plus beaux chevaux. Le cadi chiite d'Alep Ibn al-Khachab, chef du mouvement patriotique et piétiste, réclame avec ses partisans l'envoi d'une délégation à Bagdad. Le roi Ridwan, n'a aucune envie de mêler son cousin le sultan Muhammed Ier à ses affaires, mais devant l'inefficacité des dernières délégations, laisse faire.
Ibn al-Khachab et un important groupe d'Aleppins font irruption dans la mosquée du sultan, à Bagdad, pour appeler à la lutte contre les Francs (17 février 1111). Malgré de vagues promesses, ils recommencent le vendredi suivant dans la mosquée du calife, provoquant une véritable émeute. Au même moment, la sœur du sultan Muhammed, l'épouse du calife, arrive d'Ispahan à Bagdad en grand équipage. Craignant pour sa sécurité, le calife al-Moustazhir-billah décide de poursuivre les mécontents. Le sultan l'en empêche et ordonne aux émirs et aux chefs militaires de se rendre dans leurs provinces pour se préparer au jihad. Le gouverneur de Mossoul, l'émir Mawdûd, marche vers Alep à la tête d'une puissante armée. Ridwan n'a d'autre choix que de participer au jihad aux côtés de Muhammed. Mais quand l'armée du sultan approche de la ville en juillet, Ridwan ordonne de barricader toutes les portes et fait arrêter Ibn al-Khachab et ses partisans qu'il enferme dans la citadelle. Privés de ravitaillement, les troupes du sultan se vengent en pillant les environs d'Alep. À la suite de dissensions entre Mawdoud et les autres émirs, l'armée se désintègre sans livrer aucun combat.
En 1113, l'émir de Mossoul Mawdûd revient en Syrie, chargé par le sultan de rassembler tous les princes musulmans, à l'exception de Ridwan d'Alep, contre les Francs. Il installe son quartier général près de Damas où il est reçu par l'Atabey Tughtekin, qui craint cependant qu'il ne s'empare de la ville. En sortant la mosquée, Mawdoud est poignardé et meurt de ses blessures (2 octobre). Toghtekin accuse Ridwan et la secte des assassins, mais la plupart de ses contemporains le soupçonnent. Le sultan Muhammad, en apprenant la mort de son lieutenant, décide de mettre la Syrie au pas (1115).

## La fin du règne
À Alep, le cadi Ibn al-Khachab, qui apprend que Ridwan est gravement malade, rassemble ses partisans (fin novembre). Le roi meurt le 10 décembre. Des groupes de miliciens armés occupent alors les principaux bâtiments de la ville et mettent la main sur les partisans de Ridwan, notamment de nombreux adeptes de la secte des assassins, qui sont mis à mort pour intelligence avec l'ennemi franc (près de 200). Le nouveau roi, Alp Arslan (le bègue ou le muet), le fils de Ridwan âgé de seize ans, prenant le parti de Ibn al-Khachab, fait arrêter tous les collaborateurs de son père et leur fait couper la tête. Le cadi s'inquiète et demande au jeune roi de ne pas plonger la ville dans un bain de sang. Alp Arslan ne veut rien entendre, fait exécuter deux de ses frères, plusieurs militaires, un certain nombre de serviteurs… Le roi est fou. Le vide se fait autour de lui, et seul son eunuque, Loulou (« Perles ») ose encore l'approcher. En septembre 1114, il profitera du sommeil de son maître pour le tuer et installer sur le trône un autre fils de Ridwan, âgé de six ans. La ville sombre dans l'anarchie.
Après le massacre de ses partisans à Alep, la secte des assassins change de tactique. Elle envoie en Syrie un propagandiste perse, Bahram, qui suspend provisoirement toute action spectaculaire et organise un travail minutieux d'infiltration.